# Cucullia kuennerti
Cucullia kuennerti är en fjärilsart som beskrevs av Lederer 1961. Cucullia kuennerti ingår i släktet Cucullia och familjen nattflyn. Inga underarter finns listade i Catalogue of Life.